# Coptomia colasi
Coptomia colasi är en skalbaggsart som beskrevs av Ruter 1964. Coptomia colasi ingår i släktet Coptomia och familjen Cetoniidae. Inga underarter finns listade i Catalogue of Life.